# 피어바인
일반 상대성 이론에서 피어바인(vierbein)은, 미분기하학에서 일반적으로 정의되는 틀의 일종으로, 시공간의 모델로 물리적으로 해석되는 4차원 로런츠 다양체에 정의된 4개의 점별 직교 벡터장들의(시간꼴 1개, 공간꼴 3개) 집합이다. 테트라드(tetrad)라고도 한다.
미분기하학에는 다양체와 목적에 알맞는 기저 벡터들을 제공하는 틀이란 개념이 있으며, 대표적으로 프레네-세레 틀, 다르부 틀이 있다. 피어바인은 준 리만기하학의 분야인 로런츠 기하학을 쓰는 일반 상대성 이론에 적합한 틀이다.
피어바인에서 시간꼴 단위 벡터장은 종종 {\displaystyle {\vec {e}}_{0}}로 표시되며, 세 개의 공간꼴 단위 벡터장은 {\displaystyle {\vec {e}}_{1},{\vec {e}}_{2},\,{\vec {e}}_{3}}로 표시된다. 로런츠 다양체에 정의된 모든 텐서량은 피어바인과 그 쌍대 벡터장을 사용하여 표현될 수 있다.
피어바인은 1928년 알베르트 아인슈타인과 1929년 헤르만 바일에 의해 일반 상대성 이론에 도입되었다
피어바인에 대한 첨자 표기법은 피어바인(첨자 표기법)에서 설명된다.

## 물리적 해석
일반 상대론 적으로 적절한 로런츠 다양체의 피어바인은 항상 주어진 시공간에 몰입된 이상적인 관찰자 족에 해당한다. 시간꼴 단위 벡터장의 적분 곡선은 이러한 관찰자의 세계선이며, 주어진 세계선을 따른 각 사건에서 세 개의 공간꼴 단위 벡터장은 관찰자가 수행하는 공간을 나타내는 트라이어드(세 개의 벡터장)를 지정한다. 트라이어드는 관찰자의 세계선 근처에서 유효한 국소 실험실 좌표계의 공간 좌표축을 정의하는 것으로 생각할 수 있다.
일반적으로 이러한 관찰자의 세계선은 시간꼴 측지선일 필요는 없다. 세계선 중 하나가 일부 구역의 측지 경로에서 구부러지면 관찰자를 가속 벡터의 크기와 동일한 추력을 가진 이상적인 로켓 엔진을 사용하여 가속하는 시험 입자로 생각할 수 있다. 또는 관찰자가 정역학적 평형 상태의 유체 공에 있는 물질 조각에 부착되어 있는 경우 일반적으로 이 물질은 자체 중력의 인력에 대항하여 유체 공을 지탱하는 압력의 순 효과에 의해 바깥쪽으로 가속된. 다른 가능성으로는 로런츠 힘에 의해 가속되는 전기진공 해의 자유 하전된 시험 입자에 부착된 관찰자 또는 스핀-스핀 힘에 의해 가속될 수 있는 회전하는 시험 입자에 부착된 관찰자가 포함될 수 있다.
미분 기하학에서 틀이 기하학적 대상이라는 점을 인식하는 것이 중요하다. 즉, 벡터장은 좌표 조각의 선택과 관계없이 (매끄러운 다양체에서) 의미가 있고 (로런츠 다양체에서는) 직교성과 길이의 개념도 마찬가지이다. 따라서 벡터장 및 기타 기하학적 양과 마찬가지로 피어바인도 다양한 좌표 조각으로 표시될 수 있다. 주어진 틀과 관련하여 텐서량의 성분을 계산하면 틀을 나타내는 데 어떤 좌표 조각을 사용하든 항상 동일한 결과가 나온다.
이 틀장은 휘어진 시공간에서 디랙 방정식을 작성하는 데 필요하다.

## 피어바인 정하기
피어바인을 서술 하려면 로런츠 다양체의 좌표 조각을 선택해야 한다. 그러면 로런츠 다양체의 모든 벡터장은 4개의 좌표 기저 벡터장의 선형 결합으로 서술 수 있다.
{\displaystyle {\vec {X}}=X^{\mu }\,\partial _{x^{\mu }}.}
여기서는 아인슈타인 합 규약이 사용되며 벡터장은 1차 선형 미분 연산자로 간주되며 성분은 {\displaystyle X^{\mu }}과 같다.  종종 반변 성분 이라고 불린다. 이는 접다발의 단면에 대한 표준 표기 규칙을 따른다. 일반적으로 사용되는 좌표 기반 벡터장에 대한 대체 표기법은 {\displaystyle \partial /\partial x^{\mu }\equiv \partial _{x^{\mu }}\equiv \partial _{\mu }}과 같다.
특히 피어바인의 벡터장은 다음과 같이 표현될 수 있다.
{\displaystyle {\vec {e}}_{a}={e_{a}}^{\mu }\,\partial _{x^{\mu }}.}
피어바인을 "설계"할 때 주어진 로런츠 계량을 사용하여 4개의 벡터장이 모든 곳에서 직교하는지 확인해야 한다.
보다 현대적인 저작에서는   {\displaystyle \partial _{x^{\mu }}}를 {\displaystyle \mathbf {g} _{\mu }}로 쓰고 {\displaystyle {\vec {e}}_{a}}는 {\displaystyle \gamma _{a}} 또는 {\displaystyle \sigma _{a}}로 쓰는 표기법을 채택하는 경우도 있다. 이를 통해 시공간 계량을 좌표 접벡터의 내적으로 작성하는 시각적으로 영리한 트릭이 가능해졌다.
{\displaystyle g_{\mu \nu }=\mathbf {g} _{\mu }\cdot \mathbf {g} _{\nu }}
감마의 곱인 평평한 공간 민코프스키 계량은 다음과 같다.
{\displaystyle \eta _{ab}=\gamma _{a}\cdot \gamma _{b}}
{\displaystyle \gamma _{a}}로 그 표기법을 선택한 것은 디랙 행렬에 사용된 표기법과 겹치도록 의도적으로 정한 것이다.  이러한 의도적 기호 중복은 {\displaystyle \gamma _{a}}가 벡터로서뿐만 아니라 시공간 대수의 원소로도 보도록 의도한다. 이를 적절하게 사용하면 스핀 접속 작성에 사용되는 표기법 중 일부를 단순화할 수 있다.
부호가 채택되면 쌍대성에 의해 기저의 모든 벡터는 여기저에서 쌍대 여벡터를 가지며 그 반대도 마찬가지이다. 따라서 모든 피어바인은 유일한 여틀과 연관되며 그 반대도 마찬가지이다. 피어바인의 여틀은 여접다발의 4개 직교 단면들의 집합이다.

## 여틀을 사용하여 계량 정하기
대안적으로, 계량 텐서는 좌표 기반으로 여틀을 작성하고 계량 텐서가 다음과 같이 제공되도록 규정하여 지정할 수 있다.
{\displaystyle g=-\sigma ^{0}\otimes \sigma ^{0}+\sum _{i=1}^{3}\sigma ^{i}\otimes \sigma ^{i},}
여기서 {\displaystyle \otimes } 는 텐서곱을 나타낸다. 이것은 여틀이 정규직교라고 말하는 멋진 방법일 뿐이다. 틀을 기록한 후(그리고 쌍대 여틀로 전달한 후) 계량 텐서를 얻는 데 사용하든, 계량 텐서로 시작하여 다른 수단으로 틀을 얻었는지 확인하는 데 사용하든, 이는 항상 참이어야 한다.

## 좌표 기반의 계량 텐서와의 관계
피어바인 {\displaystyle e_{\ a}^{\mu }}에는 두 가지 종류의 첨자가 있다. {\displaystyle \mu \,}는 일반적인 시공간 좌표에 쓰는 이름표이고 {\displaystyle a\,}는 국소적 로런츠 시공간 또는 국소적 실험실 좌표에 쓰는 이름표이다.
피어바인은 계량 텐서 {\displaystyle g^{\mu \nu }\,}의 "행렬 제곱근"으로 볼 수 있다. 왜냐하면 좌표 표현에서,
{\displaystyle g^{\mu \nu }=e_{\ a}^{\mu }e_{\ b}^{\nu }\eta ^{ab}\,}
여기서 {\displaystyle \eta ^{ab}\,}는 로런츠 계량이다.
일반 시공간 좌표가 계량 텐서로 올라가고 내려가는 것과 같은 방식으로 국소 로런츠 첨자는 로런츠 계량으로 올라가고 내려간다. 예를 들어:
{\displaystyle T^{a}=\eta ^{ab}T_{b}.}
피어바인을 사용하면 시공간과 국소 로런츠 첨자 사이의 변환이 가능하다. 예를 들어:
{\displaystyle T_{a}=e_{\ a}^{\mu }T_{\mu }.}
피어바인 자체도 동일한 방식으로 조작할 수 있다.
{\displaystyle e_{\ \mu }^{\nu }=\delta _{\mu }^{\nu }}이므로, {\displaystyle e_{\ a}^{\nu }=e_{\ a}^{\mu }e_{\ \mu }^{\nu }\,.}
그리고 이것들은 결합될 수 있다.
{\displaystyle T^{a}=e_{\mu }^{\ a}T^{\mu }.}
몇 가지 추가 예: 시공간과 국소 로런츠 좌표를 함께 혼합할 수 있다.
{\displaystyle T^{\mu a}=e_{\nu }^{\ a}T^{\mu \nu }.}
국소 로런츠 좌표는 일반 시공간 좌표와 다르게 변환된. 일반적인 좌표 변환에서는 다음을 얻는다.
{\displaystyle T'^{\mu a}={\frac {\partial x'^{\mu }}{\partial x^{\nu }}}T^{\nu a}}
국소 로런츠 변환을 통해 다음을 얻을 수 있다.
{\displaystyle T'^{\mu a}=\Lambda (x)_{\ b}^{a}T^{\mu b}.}

## 좌표 표현과의 비교
좌표 기반 벡터에는 쌍으로 된 리 괄호가 사라지는 특별한 속성이 있다. 국소적으로 평평한 영역을 제외하고 틀의 벡터장 중 최소한 일부 리 괄호는 사라지지 않는다. 이는 틀(좌표 기준이 아님)과 관련하여 텐서의 성분이 틀에 해당하는 이상적인 관찰자 족이 수행한 측정 측면에서 직접적인 해석을 가지므로 받아 들일만하다.
좌표 기반 벡터는 null 일 수 있으며 정의에 따라 틀 벡터에서는 발생할 수 없다.

## 비회전 관성 피어바인
어떤 피어바인은 다른 피어바인보다 더 좋다. 특히 진공 또는 전기 진공 해에서는 힘을 느끼지 못하는 관성 관찰자의 물리적 경험이 특히 흥미로울 수 있다. 관성계의 수학적 특성은 매우 간단하다. 시간꼴 단위 벡터장의 적분 곡선은 측지선 합동을 정의해야 한다. 즉, 가속도 벡터가 사라져야 한다.
{\displaystyle \nabla _{{\vec {e}}_{0}}\,{\vec {e}}_{0}=0}
또한 각 관찰자가 가지고 있는 공간꼴 트라이어드가 회전하지 않도록 하는 것이 종종 바람직한다. 이 경우 트라이어드는 자이로 안정화된 것으로 볼 수 있다. 비회전 관성(NSI) 틀에 대한 기준은 아주 간단하다.
{\displaystyle \nabla _{{\vec {e}}_{0}}\,{\vec {e}}_{j}=0,\;\;j=0\dots 3}
이는 우리가 각 관찰자의 세계선을 따라 이동할 때 그들의 공간꼴 트라이어드가 평행하게 이동 된다는 것을 의미한다. 회전하지 않는 관성계는 일반 상대성 이론에서 특별한 위치를 차지하는데, 그 이유는 곡선 로런츠 다양체에서 특수 상대성 이론에 사용되는 로런츠 틀 에 최대한 가깝기 때문이다(이들은 민코프스키 진공에서 특수 비회전 관성계이다).
보다 일반적으로 관찰자의 가속도가 0이 아닌 경우 {\displaystyle \nabla _{{\vec {e}}_{0}}\,{\vec {e}}_{0}\neq 0}, 우리는 공변도함수을 대체할 수 있다
{\displaystyle \nabla _{{\vec {e}}_{0}}\,{\vec {e}}_{j},\;j=1\dots 3}
회전하지 않는 틀을 정의하기 위해 (공간꼴으로 사영된) 페르미-월커 도함수를 사용한다.
로런츠 다양체가 주어지면 관성 운동과 같은 추가 속성이 필요하더라도 무한히 많은 피어바인을 찾을 수 있다. 그러나 주어진 피어바인은 다양체의 일부에서만 정의될 수도 있다.

## 예: 슈바르츠실트 진공의 정적 관찰자
몇 가지 간단한 예를 자세히 살펴보는 것은 유익할 것이다. 별과 같이 고립되어 있고 회전하지 않는 구형 대칭의 거대한 물체 외부의 시공간을 모델링하는 유명한 슈바르츠실트 진공을 생각해 보자. 대부분의 교과서에서는 다음과 같이 정적 극좌표로 작성된 계량 텐서를 찾을 수 있다.
{\displaystyle ds^{2}=-(1-2m/r)\,dt^{2}+{\frac {dr^{2}}{1-2m/r}}+r^{2}\,\left(d\theta ^{2}+\sin(\theta )^{2}\,d\phi ^{2}\right)}
{\displaystyle -\infty <t<\infty ,\;2m<r<\infty ,\;0<\theta <\pi ,\;-\pi <\phi <\pi }
보다 형식적으로, 계량 텐서는 좌표 여기저에 대해 다음과 같이 확장될 수 있다.
{\displaystyle g=-(1-2m/r)\,dt\otimes dt+{\frac {1}{1-2m/r}}\,dr\otimes dr+r^{2}\,d\theta \otimes d\theta +r^{2}\sin(\theta )^{2}\,d\phi \otimes d\phi }
여틀은 다음 표현식에서 읽을 수 있다.
{\displaystyle \sigma ^{0}={\sqrt {1-2m/r}}\,dt,\;\sigma ^{1}={\frac {dr}{\sqrt {1-2m/r}}},\;\sigma ^{2}=rd\theta ,\;\sigma ^{3}=r\sin(\theta )d\phi }
이 여틀이 실제로 슈바르츠실트 계량 텐서에 해당하는지 확인하려면 이 여틀을
{\displaystyle g=-\sigma ^{0}\otimes \sigma ^{0}+\sigma ^{1}\otimes \sigma ^{1}+\sigma ^{2}\otimes \sigma ^{2}+\sigma ^{3}\otimes \sigma ^{3}}
에 대입해보면 된다. 틀 쌍대는 아래와 같이 여틀의 역이다. (틀 쌍대도 국소 첨자를 동일한 위치에 유지하기 위해 전치된.)
{\displaystyle {\vec {e}}_{0}={\frac {1}{\sqrt {1-2m/r}}}\partial _{t},\;{\vec {e}}_{1}={\sqrt {1-2m/r}}\partial _{r},\;{\vec {e}}_{2}={\frac {1}{r}}\partial _{\theta },\;{\vec {e}}_{3}={\frac {1}{r\sin(\theta )}}\partial _{\phi }}
({\displaystyle \sigma ^{0}}의 양수 기호는 {\displaystyle {\vec {e}}_{0}}가 미래를 가리키는 것임을 보장한다.) 이것은 로켓 엔진을 사용하여 거대한 물체 위에 "호버링"하는 정적 관찰자 의 경험을 모델로 한 틀이다. 위치를 유지하는 데 필요한 추력은 가속도 벡터
{\displaystyle \nabla _{{\vec {e}}_{0}}{\vec {e}}_{0}=-{\frac {m/r^{2}}{\sqrt {1-2m/r}}}\,{\vec {e}}_{1}}
의 크기로 지정된다. 이는 관찰자가 물체를 향해 떨어지는 것을 피하기 위해 물체로부터 멀어지는 쪽으로 가속해야 하기 때문에 방사상 안쪽을 가리키는 것이다. 반면에, 공간 기저 벡터의 공간꼴으로 투영된 페르미 도함수는 사라지므로 이는 회전하지 않는 틀이다.
이제 피어바인과 그 쌍대 여틀에 관련된 다양한 텐서량의 성분을 계산할 수 있다.
예를 들어, 정적 관찰자의 조석 텐서는 텐서 표기법(좌표 기준)을 사용하여 다음과 같이 정의된다.
{\displaystyle E[X]_{ab}=R_{ambn}\,X^{m}\,X^{n}}
표기법이 복잡해지지 않도록 {\displaystyle {\vec {X}}={\vec {e}}_{0}}로 쓴다. 우리의 여틀과 관련하여 0이 아닌 유일한 성분은 다음과 같다.
{\displaystyle E[X]_{11}=-2m/r^{3},\;E[X]_{22}=E[X]_{33}=m/r^{3}}
해당 좌표 기반 성분은 다음과 같다.
{\displaystyle E[X]_{rr}=-2m/r^{3}/(1-2m/r),\;E[X]_{\theta \theta }=m/r,\;E[X]_{\phi \phi }=m\sin(\theta )^{2}/r}
(표기법에 관한 간단한 참고 사항: 많은 저자가 틀을 참조하는 추상 첨자 위에 캐럿을 배치한다. 특정 성분을 기록할 때 틀 성분을 0,1,2,3으로 표시하고  좌표 성분을 {\displaystyle t,r,\theta ,\phi }로 지정하는 것이 편리하다.  {\displaystyle S_{ab}=36m/r} 같은 표현은 텐서 방정식으로는 의미가 없으므로 혼동될 가능성이 없어야 한다.)
뉴턴 중력의 조석 텐서 {\displaystyle \Phi }와 비교하자. 이는 중력 퍼텐셜 {\displaystyle U}의 헤시안의 대각합 0인 부분이다. 3차원 유클리드 공간에 정의된 텐서장에 대해 텐서 표기법을 사용하면 다음과 같이 쓸 수 있다.
{\displaystyle \Phi _{ij}=U_{,ij}-{\frac {1}{3}}{U^{,k}}_{,k}\,\eta _{ij}}
독자는 이것을 통해(U가 조화진동자일 때 대각합 항이 실제로 동일하게 사라진다는 점에 주목) 다음과 같은 기본 접근 방식과 결과를 비교할 수 있다. 동일한 방사형 선에 있는 두 관측자에 대한 중력을 비교할 수 있다.
{\displaystyle m/(r+h)^{2}-m/r^{2}=-2mh/r^{3}+3mh^{2}/r^{4}+O(h^{3})}
텐서에 대해 논의할 때 다중선형대수를 다루기 때문에 1차 항 만 유지한다. 그러므로, {\displaystyle \Phi _{11}=-2m/r^{3}}. 마찬가지로, 같은 구 {\displaystyle r=r_{0}}에 누워 있는 두 관찰자의 중력을 비교할 수 있다. 몇 가지 기본 삼각법과 작은 각도 근사를 사용하여 힘 벡터가 크기가 있는 구에 접하는 벡터만큼 다르다는 것을 알 수 있다.
{\displaystyle {\frac {m}{r_{0}^{2}}}\,\sin(\theta )\approx {\frac {m}{r_{0}^{2}}}\,{\frac {h}{r_{0}}}={\frac {m}{r_{0}^{3}}}\,h}
작은 각도 근사를 사용하여 모든 {\displaystyle O(h^{2})} 항을 무시했다. 따라서 접선 성분은 {\displaystyle \Phi _{22}=\Phi _{33}=m/r^{3}}과 같다.  여기서는 3차원 유클리드 공간에 대한 극좌표 조각에서 얻은 명확한 틀을 참조한다.
{\displaystyle {\vec {\epsilon }}_{1}=\partial _{r},\;{\vec {\epsilon }}_{2}={\frac {1}{r}}\,\partial _{\theta },\;{\vec {\epsilon }}_{3}={\frac {1}{r\sin \theta }}\,\partial _{\phi }}
분명히, 좌표 성분 {\displaystyle E[X]_{\theta \theta },\,E[X]_{\phi \phi }} 위에서 계산된 값은 올바른 방식으로 확장되지도 않으므로 관찰자가 대략적으로 측정하는 것과 분명히 일치할 수 없다. (우연히도 뉴턴식 조석 텐서 성분은 위에서 작성한 상대론적 조석 텐서 성분와 정확히 일치한다.)

## 예: 슈바르츠실트 진공의 르메트르 관찰자
관성 틀을 찾기 위해 정적 틀을 {\displaystyle {\vec {e}}_{1}} 방향으로 부스트할 수 있다. 결정되지 않은 부스트 매개변수(반경 좌표에 따라 다름)에 의한 방향, 결정되지 않은 새로운 틀의 가속도 벡터를 계산하고 이를 0으로 설정하고 알 수 없는 부스트 매개변수를 해결한다. 그 결과는 큰 물체를 향해 자유롭게 방사형으로 떨어지는 관찰자의 물리적 경험을 연구하는 데 사용할 수 있는 틀이 될 것이다. 적분 상수를 적절하게 선택함으로써 우리는 공간 무한대에서 정지 상태 에 빠지는 르메트르 관찰자의 틀을 얻는다. (이 문구는 의미가 없지만 독자는 의심할 바 없이 우리의 의미를 이해하는 데 어려움이 없을 것이다.) 정적 극좌표 조각에서 이 틀은 르메트르 좌표 에서 얻어지며 다음과 같이 쓸 수 있다.
{\displaystyle {\vec {f}}_{0}={\frac {1}{1-2m/r}}\,\partial _{t}-{\sqrt {2m/r}}\,\partial _{r}}
{\displaystyle {\vec {f}}_{1}=\partial _{r}-{\frac {\sqrt {2m/r}}{1-2m/r}}\,\partial _{t}}
{\displaystyle {\vec {f}}_{2}={\frac {1}{r}}\,\partial _{\theta }}
{\displaystyle {\vec {f}}_{3}={\frac {1}{r\sin(\theta )}}\,\partial _{\phi }}
{\displaystyle {\vec {e}}_{0}\neq {\vec {f}}_{0},\;{\vec {e}}_{1}\neq {\vec {f}}_{1}}, 그리고 그 {\displaystyle {\vec {f}}_{0}} 적분 곡선은 떨어지는 관찰자의 세계선을 나타내는 시간꼴 측지선이기 때문에 "안쪽으로 기울어집니다". 실제로, 네 가지 기본 벡터 모두의 공변 도함수( {\displaystyle {\vec {e}}_{0}} ) 동일하게 사라지면 새 틀은 회전하지 않는 관성 틀이다.
우리의 거대한 물체가 실제로 (회전하지 않는) 블랙홀이라면 우리는 아마도 르메트르 관찰자들이 사건의 지평선 {\displaystyle r=2m}을 통해 떨어지는 경험을 따르고 싶을 것이다.  정적 극좌표는 수평선에 좌표 특이점을 가지므로 보다 적절한 좌표 조각으로 전환해야 한다. 가장 간단한 선택은 다음과 같이 새로운 시간 좌표를 정의하는 것이다.
{\displaystyle T(t,r)=t-\int {\frac {\sqrt {2m/r}}{1-2m/r}}\,dr=t+2{\sqrt {2mr}}+2m\log \left({\frac {{\sqrt {r}}-{\sqrt {2m}}}{{\sqrt {r}}+{\sqrt {2m}}}}\right)}
이것은 Painlevé 차트를 제공한다. 새로운 선 요소는 다음과 같다.
{\displaystyle ds^{2}=-dT^{2}+\left(dr+{\sqrt {2m/r}}\,dT\right)^{2}+r^{2}\left(d\theta ^{2}+\sin(\theta )^{2}\,d\phi ^{2}\right)}
{\displaystyle -\infty <T<\infty ,\;0<r<\infty ,\;0<\theta <\pi ,\;-\pi <\phi <\pi }
{\displaystyle {\vec {f}}_{0}=\partial _{T}-{\sqrt {2m/r}}\,\partial _{r}}
{\displaystyle {\vec {f}}_{1}=\partial _{r}}
{\displaystyle {\vec {f}}_{2}={\frac {1}{r}}\,\partial _{\theta }}
{\displaystyle {\vec {f}}_{3}={\frac {1}{r\sin(\theta )}}\,\partial _{\phi }}
그들의 공간 트라이어드는 위에서 언급한(뉴턴 조석 텐서를 계산할 때) 3차원 유클리드 공간의 틀과 정확히 유사하다는 점에 유의하라. 실제로 공간 초평면 {\displaystyle T=T_{0}}은 평평한 3차원 유클리드 공간에 대해 국소적으로 등각 투영인 것으로 밝혀졌다! (이것은 슈바르츠실트 진공의 놀랍고 특별한 특성이다. 대부분의 시공간은 평평한 공간 섹션으로 분할되는 것을 허용하지 않는다.)
르메트르 관찰자와 관련하여 취한 조석 텐서는 다음과 같다.
{\displaystyle E[Y]_{ab}=R_{ambn}\,Y^{m}\,Y^{n}}
여기서 표기법이 복잡해지지 않도록 {\displaystyle Y={\vec {f}}_{0}}로 썼다. 이는 다른 관찰자 족을 사용하여 정의되기 때문에 위에서 얻은 것과는 다른 텐서이다. 그럼에도 불구하고 사라지지 않는 성분은 친숙해 보인다. {\displaystyle E[Y]_{11}=-2m/r^{3},\,E[Y]_{22}=E[Y]_{33}=m/r^{3}} . (이것은 다시 슈바르츠실트 진공의 다소 특별한 특성이다.)
사건의 지평 위나 내부에 정적 관찰자를 정의할 수 있는 방법이 없다는 점에 유의하라. 반면, 르메트르 관찰자는 정적 극좌표 차트에 포함되는 전체 외부 영역 에 대해 정의되지 않으므로 이 예에서는 르메트르 틀도 정적 틀도 전체 다양체에 대해 정의되지 않는다.

## 예: 슈바르츠실트 진공의 하기하라 관찰자
르메트르 관찰자를 찾은 것과 같은 방식으로,  (반경 좌표에 의존하는) 매개변수를 이용해 정적 틀을 {\displaystyle {\vec {e}}_{3}} 방향으로 부스트 시킬 수 있다.   또한 가속도 벡터를 계산하고 이 벡터가 적도면 {\displaystyle \theta =\pi /2}에서 사라지도록 할 수 있다. 이 틓은 하기하라 피어바인이라 한다. 하기하라 피어바인은 거대한 물체 주위의 안정적인 원형 궤도에서 관찰자의 물리적 경험을 설명한다. 이것은 천문학자 하기하라 유스케 (Yusuke Hagihara)에 의해 처음 논의된 것으로 보인다.
정적 극좌표 조각에서 하기하라 피어바인은 다음과 같다.
{\displaystyle {\vec {h}}_{0}={\frac {1}{\sqrt {1-3m/r}}}\,\partial _{t}+{\frac {\sqrt {m/r^{3}}}{{\sqrt {1-3m/r}}\,\sin(\theta )}}\,\partial _{\phi }}
{\displaystyle {\vec {h}}_{1}={\sqrt {1-2m/r}}\,\partial _{r}}
{\displaystyle {\vec {h}}_{2}={\frac {1}{r}}\,\partial _{\theta }}
{\displaystyle {\vec {h}}_{3}={\frac {\sqrt {1-2m/r}}{r{\sqrt {1-3m/r}}\,\sin(\theta )}}\,\partial _{\phi }+{\frac {\sqrt {m/r}}{{\sqrt {1-2m/r}}\,{\sqrt {1-3m/r}}}}\,\partial _{t}}
적도면에서는
{\displaystyle {\vec {h}}_{0}={\frac {1}{\sqrt {1-3m/r}}}\,\partial _{t}+{\frac {\sqrt {m/r^{3}}}{\sqrt {1-3m/r}}}\,\partial _{\phi }}
{\displaystyle {\vec {h}}_{1}={\sqrt {1-2m/r}}\,\partial _{r}}
{\displaystyle {\vec {h}}_{2}={\frac {1}{r}}\,\partial _{\theta }}
{\displaystyle {\vec {h}}_{3}={\frac {\sqrt {1-2m/r}}{r{\sqrt {1-3m/r}}}}\,\partial _{\phi }+{\frac {\sqrt {m/r}}{{\sqrt {1-2m/r}}\,{\sqrt {1-3m/r}}}}\,\partial _{t}}
{\displaystyle {\vec {Z}}={\vec {h}}_{0}}라 하면 조석 텐서 {\displaystyle E[Z]_{ab}}는  (적도면에서) 다음과 같이 주어진 것으로 밝혀졌다.
{\displaystyle E[Z]_{11}=-{\frac {m}{r^{3}}}\,{\frac {2-3m/r}{1-2m/r}}=-{\frac {2m}{r^{3}}}-{\frac {m^{2}}{r^{4}}}+O(1/r^{5})}
{\displaystyle E[Z]_{22}={\frac {m}{r^{3}}}\,{\frac {1}{1-3m/r}}=-{\frac {m}{r^{3}}}+{\frac {3m^{2}}{r^{4}}}+O(1/r^{5})}
{\displaystyle E[Z]_{33}={\frac {m}{r^{3}}}}
따라서 주어진 좌표 반경을 호버링하는 정적 관측자와 비교하여 동일한 좌표 반경을 가진 안정적인 원형 궤도에 있는 하기하라 관측자는 크기가 약간 더 큰 방사형 조석력과 더 이상 등방성이 아닌 횡 조석력을 측정한다(그러나 운동 방향에 직각으로 약간 더 크다).
하기하라 틀은 {\displaystyle r>3m}인 지역에서만 정의된다. 실제로 안정적인 원형 궤도는 {\displaystyle r>6m}에만 존재한다. 따라서 이 피어바인은 이 궤적 내부에서 사용되어서는 안 된다.
페르미 도함수를 계산하면 방금 주어진 피어바인이 실제로 자이로 안정화된 틀에 대해 회전하고 있음을 알 수 있다. 쉽게 발견할 수 있는 주요 이유는 이 틀에서 하기하라의 각 관찰자가 자신의 공간 벡터를 방사형으로 정렬하여 유지한다는 것이다. 그래서 {\displaystyle {\vec {h}}_{1},\;{\vec {h}}_{3}}는 관찰자가 중심의 거대한 물체 주위를 공전하는 것처럼 {\displaystyle {\vec {h}}_{2}} 주위를 회전한다. 그러나 이 관찰을 수정한 후에도 하기하라 관찰자가 들고 있는 자이로스코프 회전축의 작은 세차 운동이 여전히 남아 있다. 이것이 드 시터르 세차 효과( 측지 세차 효과라고도 함)이다.

## 같이 보기
- 일반상대성이론의 정확한 해
- 조르주 르메트르
- 칼 슈바르츠실트
- 움직이는 틀
- 폴 페인레베
- 사분면 형식주의
- 하기하라 유스케

## 참고 문헌
- Manuel Tecchiolli (2019). “On the Mathematics of Coframe Formalism and Einstein-Cartan Theory -- A Brief Review”. 《Universe》. 5(10) (Torsion Gravity): 206. arXiv:2008.08314. Bibcode:2019Univ....5..206T. doi:10.3390/universe5100206.
- Flanders, Harley (1989). 《Differential Forms with Applications to the Physical Sciences》. New York: Dover. ISBN 0-486-66169-5. See Chapter IV for frames in E3, then see Chapter VIII for frame fields in Riemannian manifolds. This book doesn't really cover Lorentzian manifolds, but with this background in hand the reader is well prepared for the next citation.
- Misner, Charles; Thorne, Kip S.; Wheeler, John Archibald (1973). 《Gravitation》. San Francisco: W. H. Freeman. ISBN 0-7167-0344-0. In this book, a frame field (coframe field) is called an anholonomic basis of vectors (covectors). Essential information is widely scattered about, but can be easily found using the extensive index.
- Landau, L. D.; Lifschitz, E. F. (1980). 《The Classical Theory of Fields (4th ed.)》. London: Butterworth-Heinemann. ISBN 0-7506-2768-9. In this book, a frame field is called a tetrad (not to be confused with the now standard term NP tetrad used in the Newman–Penrose formalism). See Section 98.
- De Felice, F.; Clarke, C. J. (1992). 《Relativity on Curved Manifolds》. Cambridge: Cambridge University Press. ISBN 0-521-42908-0. See Chapter 4 for frames and coframes. If you ever need more information about frame fields, this might be a good place to look!